# Капром
Капро́м или капроманти́зм или капиталисти́ческий романти́зм — архитектурный стиль, сложившийся в странах бывшего СССР в начале 1990-х и процветавший до 2008 года, характеризующийся как «постсоветский постмодернизм». Здания, которые относятся к этому стилю, часто получают негативную оценку современников как «кричащие и аляповатые».

## Описание
Термин «капром» сформулировали архитектор Даниил Веретенников, дизайнер Александр Семёнов и урбанист Гавриил Малышев. Они описывают капром как контекстуальный стиль, сложившийся на фоне сразу нескольких факторов: градостроительные и охранные нормы в России после распада СССР практически некому было контролировать, возникли частные архитектурные бюро, оформление определяли свободный рынок и вкусы новых частных заказчиков. Здания, возникшие в период с 1991 по 2008, отражают ситуацию в стране: запрос на перемены, романтизацию досоветского времени. Период 1990-х и 2000-х годов сопровождался тяжёлыми общественными потрясениями, нестабильностью, но и одновременно сильным ростом экономики, открытием России остальному миру и верой в будущее, сочетающейся с идеями досоветского реваншизма. Всё это находит отражение в архитектуре, такой же демонстративно яркой, противоречивой и непостоянной. Главная черта капрома — стремление выразить индивидуальность каждого отдельного здания. Малышев назвал это реакцией на строгое навязывание унифицирующих архитектурных норм в СССР, выделяющихся своими серыми тонами и строгими геометрическими формами и где здания всегда выступали частью гармоничного архитектурного ансамбля. Напротив, все капром-здания создавались как главные и конкурирующие друг с другом архитектурные доминанты. Другая отличительная черта капрома — низкое качество отделки, здания этой эпохи созданы из некачественного материала и быстро разрушаются. Мировой финансовый кризис 2008 года принято считать условно окончанием эпохи капрома, но это касается прежде всего столичных городов, здания в данном архитектурном стиле продолжали возводиться в провинциальных городах и к 2020-м годам.
Образцы капрома встречаются во всех странах бывшего СССР. В России особенно много зданий в этом стиле было построено в Москве и на Петроградской стороне в Санкт-Петербурге, в Нижнем Новгороде, Рязани, Екатеринбурге, Перми, Саранске и других.
К этому стилю относят работы Василия Питанина, Эрнеста Кондратовича, Владимира Жукова, Бориса Богдановича.
Из-за выраженного индивидуализма сложно назвать одну-две определяющие черты капрома, речь идёт об эпохе, диктующей моду на индивидуализм. Тем не менее был выделен ряд архитектурных элементов, ставших определяющими для капрома — это наличие ордеров, в частности ионических, зачастую расположенных непоследовательно и приобретающих форму «кружева» здания, заимствование архитектурного стиля постмодерниста Майкла Грейвса, использование зеркального стекла, создание «зеркальных саркофагов» и т. д..

## Восприятие
Критики называют капром «диким китчем», который распространился по стране на волне финансового кризиса и имел цель выглядеть «в первую очередь богато». Здания в этом стиле называют не просто безвкусными, но и аморальными, потому что они своей вызывающей дороговизной диссонировали с массовой нищетой россиян в начале 1990-х. Хотя исторический контекст объединил эти постройки в стилистическую общность, в них нет интеллектуального замысла и глубинной смысловой нагрузки.
По мнению Веретенникова, Семёнова и Малышева, капром, «который ненавидят (почти) все», включает в себя элементы из широкого диапазона стилей и является самым толерантным в архитектуре. Защитники стиля апеллируют к его исторической и антропологической ценности, по их мнению, он отражает народное настроение и вкусы той эпохи и имеет важность как артефакт своего времени, в качестве доказательства своей правоты они приводили в пример здания в стиле модерн, также в своё время вызывавшие отвращение у многих современников, но позже признанные архитектурными шедеврами.

## Капром в России
Для капрома было свойственно развитие множества региональных направлений, некоторые из которых можно выделить в отдельные ответвления архитектурного направления:
- В Москве принято выделять так называемый «лужковский стиль», сложившийся в период нахождения у власти мэра столицы Юрия Лужкова. По характеристике искусствоведа Елизаветы Лихачёвой, отличительная особенность капрома — это избыток украшений из разных направлений архитектуры, «башенки, минаретики, облицовка кафелем, яркие цвета»[7][18]. Другие капром-здания подражали сталинскому ампиру[10].
- В Петербурге стиль капром-зданий в целом отличался большей сдержанностью из-за строгих охранных законов и активного сопротивления градозащитников[2], тем не менее это не помешало развиться в нём отдельному направлению — т. н. «стаканизму»[19], для него был свойственен акцент на максимальное остекление, это позволяло выделить новостройки на фоне исторической архитектуры. Данные здания также строились с округлыми стенами и башнеподобными структурами, в итоге облик зданий напоминал огранённые стаканы[20][21]. Закатом эпохи стаканизма и в целом питерского капрома принято считать отмену строительства Охта-Центра[2].
- В Саранске здания капрома особо выделяются своей яркостью и смелостью архитектурных решений[10], за счёт чего сам город называют памятником капромовской[22] архитектуры[23]. Это один из немногих городов, где капром сформировал главную и градообразующую архитектурную ткань города, так как основная стройка пришлась на 2000-е годы. Для мордовского капрома свойственно использовать яркие тона, сочетание белых и красных цветов, сочетать ампир, хай-тек с национальными мотивами[23].
- В Казани в данный период начал процветать французский архитектурный стиль бозар, в котором строились многие новые здания. Соответственно здания этой эпохи стали называться «татар бозар»[10].
- В Грозном здания в стиле капиталистического романтизма сочетали характерные для стиля элементы и стремление подражать форме вайнахских башен[10].
- В Нижнем Новгороде сформировалось оригинальное архитектурное направление «зелёного неомодерна» из-за обилия зелёных красок в зданиях или их архитектурного стиля более схожего с модерном[10].
- В Екатеринбурге формой капрома стало стремление к строительству небоскрёбов[10].

## Галерея
| - Бизнес-центр «Чайка Плаза» на Лесной улице, Москва, 2000 - ТЦ «Наутилус» на Никольской улице, Москва (архитектор Алексей Воронцов, 1998—1999) - Здание Центробанка напротив Кремля, улица Балчуг, Москва, 1997 - Театр «Et cetera», Фролов переулок, Москва («Моспроект-4», архитекторы Александр Кузьмин, Андрей Боков и др., 2003—2005) - Национальная библиотека Чеченской Республики, Грозный, 2013 - ТЦ «Европейский», Москва, 2009 - Бизнес-центр «Толстой-сквер» (слева), Санкт-Петербург, 2011 - Здание McDonald’s, Санкт-Петербург, 1997 - БЦ Renaissance Hall, Санкт Петербург, 2006 г. - ЖК Аврора, Санкт-Петербург, 2005 - Ладожский вокзал, Санкт Петербург, 2001–2003 г. - Здание ТЦ «Афродита» на проспекте Чехова, Ростов-на-Дону, 2008 - Новое здание музыкального театра имени Яушева, Саранск, 2010 г. |